# Frankolijnen
Frankolijnen (Francolinus) is een geslacht van vogels uit de familie fazantachtigen (Phasianidae). Dit geslacht is nauw verwant aan de geslachten Peliperdix, Scleroptila en Pternistis.

## Kenmerken
Soorten uit deze geslachten zijn hoenders die sterk lijken op patrijzen; ze zijn echter slanker en de snavel en de nek is langer. Ze zijn tussen de 31 en 42 cm lang en hun gewicht varieert tussen de  0,25 en 1,5 kg. 

## Verspreiding en leefgebied
Deze drie soorten komen in Azië voor. 

## Soorten
Het geslacht kent de volgende soorten:
- Francolinus francolinus – zwarte frankolijn
- Francolinus pictus – bonte frankolijn
- Francolinus pintadeanus – Chinese frankolijn